# Bruce Chatwin
Bruce Charles Chatwin (13 de mayo de 1940 - 18 de enero de 1989) fue un novelista y escritor de viajes inglés.

## Educación
Chatwin nació el 13 de mayo de 1940 en Sheffield, Yorkshire. Su infancia transcurrió en West Heath, Birmingham (entonces en Warwickshire), donde su padre ejercía como abogado. Se educó en el Marlborough College, en Wiltshire, y más tarde en la Universidad de Edimburgo.

## Arte y arqueología
En 1958, Chatwin entró a trabajar para la compañía de subastas Sotheby's. Gracias a su agudeza visual, rápidamente se convirtió en el experto en impresionismo de Sotheby's. Más tarde llegó a ser director de la compañía. No obstante, comenzó a sufrir problemas con su vista, que él atribuyó a los exhaustivos análisis de las piezas de arte que su trabajo conllevaba. Un oftalmólogo le aseguró que no había nada realmente mal en su vista, pero le sugirió que debería dejar de examinar tan de cerca las pinturas para tornar su atención hacia "el horizonte". Chatwin, que necesitaba pocas excusas, se dirigió al Sudán. A su regreso, se desencantó pronto del mundo del arte y cambió su interés hacia la arqueología, dejando su puesto en Sotheby's en junio de 1966.
Chatwin se matriculó en la Universidad de Edimburgo para estudiar arqueología en octubre de ese mismo año. No obstante, a pesar de ganar el Premio Wardrop por el mejor trabajo de primer curso, encontró agobiante el rigor de la arqueología académica. Vivió solo dos años en la ciudad, y la dejó sin haberse licenciado.

## Carrera literaria
En 1972, Chatwin fue contratado por el Sunday Times Magazine como asesor de arte y arquitectura. Su asociación con la revista le dio la oportunidad de tratar muchos asuntos internacionales; escribió sobre temas tan variados como los trabajadores emigrantes de Argelia o la Gran Muralla China, y entrevistó gente tan diversa como André Malraux, en Francia, y Nadezhda Mandelshtam, en la Unión Soviética.
Chatwin entrevistó a la arquitecta y diseñadora de 93 años Eileen Gray en su salón de París, donde advirtió que había un mapa de la Patagonia pintado por ella. «Siempre deseé ir allí» le dijo Bruce. «Yo también» le replicó ella, «Ve allí por mí». Se dispuso a partir casi inmediatamente hacia Sudamérica y cuando llegó allí cortó su relación laboral con un simple telegrama: «Me he ido a la Patagonia».
Estuvo seis meses allí, un viaje a resultas del cual escribió el libro En la Patagonia (1977), que estableció su reputación como escritor de viajes. Más tarde, sin embargo, algunos residentes de la región contradijeron los eventos descritos en el libro. Fue la primera vez, pero no la última en su carrera, en la que se le acusaba de que conversaciones y personajes que Chatwin citaba como verdaderos eran simplemente ficción. 
Sus trabajos posteriores incluyen un estudio ficcionalizado del comercio de esclavos, El virrey de Ouidah, para el que se documentó con largas estancias en el estado africano de Benín. Para Los trazos de la canción, Chatwin viajó a Australia con la finalidad de desarrollar la tesis de que las canciones de los aborígenes australianos eran un cruce entre un mito de la Creación, un atlas y una historia personal del aborigen. Colina negra se situaba más cerca de su hogar, en las granjas de las colinas de la frontera de Gales, y se centra en la relación entre dos hermanos gemelos, Lewis y Benjamin, que crecen aislados del transcurso del siglo XX. Utz, su último libro, fue una aproximación personal a la obsesión que lleva a mucha gente a coleccionar. Ambientada en Praga, la novela cuenta la vida y muerte de Joachim Utz, un hombre obsesionado con coleccionar porcelana de Meissen. Chatwin trabajaba en varias ideas nuevas para futuras novelas a su muerte en 1989, incluyendo una transcontinental y épica, titulada provisionalmente Lydia Livingstone.

## Estilo e influencia
Chatwin es admirado por su estilo seco, lapidario y su innato talento como contador de historias. No obstante, ha sido también criticado por ficcionalizar anécdotas de gente real, lugares y eventos. Frecuentemente la gente sobre la que escribía se reconocía a sí misma y no siempre apreciaba las distorsiones acerca de su cultura o conducta. Chatwin, sin embargo, era filosófico acerca de lo que él consideraba como un dilema inevitable, alegaba que su intención al retratar no era hacer representaciones fieles. Como Nicholas Shakespeare, su biografo, decía: «No cuenta media verdad, sino verdad y media».
Una muestra de su estilo puede verse en este párrafo de su más famosa obra, En la Patagonia:

La Patagonia empieza en el río Negro. A mediodía el autocar atravesó un puente de hierro tendido sobre el río y se detuvo frente a un bar. Una india se apeó con su hijo. Había ocupado dos asientos con su mole. Mascaba ajo y usaba unos pendientes tintineantes de oro puro y un sombrero blanco y rígido prendido sobre las trenzas. Una expresión de terror abstracto cruzó por las facciones del niño cuando ella maniobró consigo misma y con sus paquetes para bajar a la calle.
Bruce Chatwin

## Vida personal
Para sorpresa de muchos de sus amigos, Chatwin se casó a los 25 años con Elizabeth Chanler a quien había conocido en Sotheby's. Él era bisexual y lo fue a lo largo de su vida de casado, una circunstancia que Elizabeth conocía y aceptaba. No tuvieron hijos, y tras quince años de matrimonio ella pidió la separación y vendió su casa en Gloucestershire. No obstante, hacia el final de su vida se reconciliaron.
Chatwin era conocido por su vida social además de ser un famoso escritor de viajes. Su círculo de amistades era muy amplio y era renombrado por aceptar la hospitalidad y el mecenazgo de un gran grupo de amigos y afines. Penelope Betjeman —esposa del poeta laureado John Betjeman— le mostró la comarca fronteriza de Gales, y por tanto contribuyó a la gestación del libro que se llamaría Colina negra. Tom Maschler, el editor, fue también un mecenas para Chatwin durante ese tiempo, prestándole su casa como retiro de escritura. Más tarde, visitó a Patrick Leigh-Fermor, en su casa cerca de Kardamyli, en el Peloponeso.

## Muerte a temprana edad
Hacia finales de los 80 Chatwin desarrolló el sida. Fue uno de los primeros afectados famosos en Gran Bretaña y, aunque trató de esconder su enfermedad, haciendo pasar los síntomas por una infección o los efectos del mordisco de un murciélago chino, era un secreto escasamente guardado. No respondió bien al tratamiento de AZT y, con su condición deteriorándose rápidamente, Chatwin y su mujer se fueron a vivir al Sur de Francia, a la casa del que una vez fue su amante Jasper Conran. Allí, durante sus últimos meses, Chatwin fue atendido por su mujer y por Shirley Conran. Murió en Niza en 1989 a los 48 años. 
Se celebró un funeral en la iglesia ortodoxa griega del Oeste de Londres el mismo día en que fue anunciada la fatwa contra Salman Rushdie, un amigo cercano de Chatwin que estaba en el acto. Paul Theroux, que fue una vez amigo de Chatwin y compañero de letras, escribió sobre este evento condenando a Chatwin por no reconocer que la enfermedad que le mataba era el sida. 
Fue incinerado y sus cenizas se esparcieron junto a una capilla bizantina en Kardamyli, en el Peloponeso, cerca del hogar de uno de sus mentores, Patrick Leigh-Fermor.

## Obras
- En la Patagonia (1977)
- El Virrey de Ouidah (1980)
- Colina negra (1982)
- Los trazos de la canción (1987)
- Utz (1988)
- ¿Qué hago yo aquí? (1989)
- Anatomía de la inquietud (1997)

## Documentales
- Paul Yule, In The Footsteps of Bruce Chatwin (1999)
- Werner Herzog, Nomad: In the Footsteps of Bruce Chatwin (2019)